# Waitakere United
Waitakere United este un club de fotbal cu sediul în Waitakere City, Noua Zeelandă. Acesta a fost fondat in anul 2004. Sunt una dintre francizele din ISPS Handa Premiership. Își joacă jocurile de acasă la Fred Taylor Park din Kumeu și The Trusts Arena.

## Istorie
Waitakere United s-a format ca un club special de franciză în 2004 pentru a juca în Campionatul de fotbal din Noua Zeelandă (NZFC), cea mai bună competiție națională de fotbal din Noua Zeelandă. Echipa reprezintă 12 cluburi membre de la Mt Albert la Kaipara.
În sezonul inaugural (2004-2005) al NZFC, Waitakere United a terminat campionatul Auckland City, dar au urmat cu un loc 6 foarte dezamăgitor în sezonul următor. În sezonul următor, însă, Waitakere a terminat ca premier al NZFC, dar a pierdut din nou în marea finală față de Auckland City FC 3–2.
Datorită retragerii rechinilor Port Vila din Vanuatu, Waitakere a primit un cârlig în inaugurarea Ligii Campionilor OFC, pentru 2007, în calitate de premieră a NZFC. Au terminat în vârful grupului lor, ieșind din Auckland City și AS Mont-Dore din Noua Caledonie. Au continuat să învingă Ba FC din Fiji în finală, devenind primii campioni ai Ligii OFC. Commins Menapi a marcat un gol crucial în deplasare, care a dovedit diferența, deoarece egalitatea a terminat cu 2–2 în total. Luând acest campionat s-a calificat United să concureze în Cupa Mondială FIFA Club din Japonia din 2007, unde au pierdut în meciul „play-in”, cu Sepahan 1-3.
Waitakere United și-a apărat campionatul în captarea Ligii Campionilor OFC 2007–08, învingând-o pe Kossa în 6–3 finală, în total. În acest sezon, Douglas Field a fost în plină renovare, forțându-l pe Waitakere United să joace majoritatea programelor de acasă la Fred Taylor Park din Whenuapai.
Waitakere au o rivalitate notabilă cu vecinii Auckland City.

## Onoruri
- Campionatul de fotbal din Noua Zeelandă  Campionatul (5): 2007-2008, 2009-10, 2010-11, 2011-12, 2012-13
- Premiership (5): 2006–07, 2007–08, 2008–09, 2010–11, 2012–13
- Liga Campionilor OFC (2): 2007, 2007–08
- Liga Națională a Tineretului ASB (2): 2008, 2011
- ASB Phoenix Challenge: 2010
- ASB Charity Cup: 2012